# Bayaguana
Bayaguana é um município da República Dominicana pertencente à província de Monte Plata.
Sua população estimada em 2012 era de 34 786 habitantes.